# Aconitum fukutomei
Aconitum fukutomei är en ranunkelväxtart som beskrevs av Bunzo Hayata. Aconitum fukutomei ingår i släktet stormhattar, och familjen ranunkelväxter. Inga underarter finns listade i Catalogue of Life.